# Sagiada
Sagiada este un oraș în Grecia în prefectura Thesprotia.